# Ministerstwo Środowiska Czech
Ministerstwo Środowiska Republiki Czeskiej (cz. Ministerstvo životního prostředí České republiky, MŽP) – utworzone na mocy ustawy nr 173/1989 Sb. o działaniach w systemie centralnych organów rządowych Czeskiej Republiki Socjalistycznej.

## Historia
Ministerstwo zostało utworzone w 1990 roku w celu ochrony przyrody państwa czeskiego. Wcześniej obowiązki tego ministerstwa były włączone w zakres obowiązków innych ministerstw: Ministerstwa Kultury, Ministerstwa Spraw Zagranicznych (które przed aksamitną rewolucją nosiło nazwę Departamentu Spraw Wewnętrznych i Środowiska) i Ministerstwa Leśnictwa i Gospodarki Wodnej. 
Ponadto od 1990 roku do końca października 1992 roku istniał Komitet Federalny ds. Ochrony Środowiska (FVŽP), jednak został rozwiązany w związku z rozpadem Czechosłowacji. Od 1993 roku Ministerstwo Środowiska stało się samodzielnym organem centralnym Czech. W czerwcu 2010 w trakcie negocjacji centroprawicowego rządu poddano pod dyskusję zasadność istnienia ministerstwa. Podczas gdy senator Bedřich Moldan (z ramienia partii TOP 09) bronił niezależności ministerstwa, Jiří Papež (przedstawiciel ODS) postulował likwidację Ministerstwa i powstanie Związku Środowiska, Rolnictwa i Rozwoju Regionalnego. Partia VV proponowała podobne rozwiązanie, jednak Ministerstwo zachowało swoją niezależność.  

## Kompetencje
Wymieniona ustawa (w § 19) określa, że do zakresu obowiązków MŽP należą:
- ochrona naturalna akumulacji wód, zasobów wodnych oraz jakości wód podziemnych i wód gruntowych
- ochrona powietrza
- ochrona przyrody i krajobrazu
- kontrola usług geologicznych
- ochrona środowiska geologicznego, w tym zasobów kopalin i wód podziemnych
- kontrolowanie geologicznych prac terenowych i ekologiczny nadzór górnictwa
- zarządzanie odpadami
- działania związane z oceną wpływu odpadów na środowisko
- nadzór gałęzi  gospodarki, typu leśnictwo, rybołówstwo, a także polowań
- koordynowanie kwestii środowiskowych innych ministerstw i innych organów centralnych[1].

Od 17 grudnia 2021 Ministrem Środowiska jest Anna Hubáčková z partii KDU-ČSL.

## Organizacja w Ministerstwie
Dla swoich potrzeb Ministerstwo ustanowiło szereg organizacji:
- Agencja Ochrony Przyrody i Krajobrazu (AOPK)
- Czeska Agencja Informacyjna Środowiska (CENIA)
- Czeska Służba Geologiczna (ČGS)
- Czeska Inspekcja Środowiska (ČIŽP)
- Czeski Instytut Hydrometeorologiczny (ČHMÚ)
- Zarząd Jaskiń Republiki Czeskiej (SJ ČR)
- Zarząd Karkonoskiego Parku Narodowego
- Zarząd Parku Narodowego Szumawa
- Zarząd Parku Narodowego Czeska Szwajcaria
- Zarząd Parku Narodowego Podyje
- Państwowy Fundusz Środowiska (SFŽP)
- Instytut Badawczy Silva Taroucy dla Krajobraz i Ogrodnictwo Ozdobne (VÚKOZ)
- Instytut Badawczy Gospodarki Wodnej im. T. G. Masaryka (VÚV TGM)

## Lista ministrów

### Czechy w składzie Czecho-Słowacji (do 1992 r.)
| Lp. |  | Minister        |  | Partia | Okres urzędowania                  | Rząd                         |
| --- |  | --------------- |  | ------ | ---------------------------------- | ---------------------------- |
| 1.  |  | Bedřich Moldan  |  | OF     | 29 czerwca 1990 – 24 stycznia 1991 | Rząd Petra Pitharta          |
| 2.  |  | Ivan Dejmal     |  | OF     | 24 stycznia 1991 – 2 lipca 1992    | Rząd Petra Pitharta          |
| 3.  |  | František Benda |  | KDS    | 2 lipca 1992 – 4 lipca 1996        | Pierwszy rząd Václava Klausa |

### Czechy (od 1993 r.)
| Lp. |  | Minister         |  | Partia                                     | Okres urzędowania                  | Rząd                                                                          |
| --- |  | ---------------- |  | ------------------------------------------ | ---------------------------------- | ----------------------------------------------------------------------------- |
| 1.  |  | František Benda  |  | KDS                                        | 2 lipca 1992 – 4 lipca 1996        | Pierwszy rząd Václava Klausa                                                  |
| 2.  |  | Jiří Skalický    |  | ODA                                        | 4 lipca 1996 – 20 lutego 1998      | Pierwszy rząd Václava Klausa Rząd Josefa Tošovskiego                          |
| 3.  |  | Martin Bursík    |  | bezpartyjny                                | 20 lutego 1998 – 22 lipca 1998     | Rząd Josefa Tošovskiego                                                       |
| 4.  |  | Miloš Kužvart    |  | ČSSD                                       | 22 lipca 1998 – 15 lipca 2002      | Rząd Miloša Zemana                                                            |
| 5.  |  | Libor Ambrozek   |  | KDU-ČSL                                    | 15 lipca 2002 – 4 września 2006    | Rząd Vladimíra Špidli Rząd Stanislava Grossa Rząd Jiříego Paroubka            |
| 6.  |  | Petr Kalaš       |  | bezpartyjny                                | 4 września 2006 – 9 stycznia 2007  | Pierwszy rząd Mirka Topolánka                                                 |
| 7.  |  | Martin Bursík    |  | SZ                                         | 9 stycznia 2007 – 8 maja 2009      | Drugi rząd Mirka Topolánka                                                    |
| 8.  |  | Ladislav Miko    |  | bezpartyjny, wskazany przez SZ             | 8 maja 2009 – 30 listopada 2009    | Rząd Jana Fischera                                                            |
| 9.  |  | Jan Dusík        |  | zawieszony w SZ, wskazany przez tę partię  | 30 listopada 2009 – 19 marca 2010  | Rząd Jana Fischera                                                            |
| 10. |  | Jakub Šebesta    |  | bezpartyjny, wskazany przez ČSSD           | 22 marca 2010 – 15 kwietnia 2010   | Rząd Jana Fischera                                                            |
| 11. |  | Rut Bízková      |  | zawieszona w ODS, wskazana przez tę partię | 15 kwietnia 2010 – 13 lipca 2010   | Rząd Jana Fischera                                                            |
| 12. |  | Pavel Drobil     |  | ODS                                        | 13 lipca 2010 – 21 grudnia 2010    | Rząd Petra Nečasa                                                             |
| 13. |  | Tomáš Chalupa    |  | ODS                                        | 17 stycznia 2011 – 10 lipca 2013   | Rząd Petra Nečasa                                                             |
| 14. |  | Tomáš Podivínský |  | bezpartyjny                                | 10 lipca 2013 – 29 stycznia 2014   | Rząd Jiříego Rusnoka                                                          |
| 15. |  | Richard Brabec   |  | ANO 2011                                   | 29 stycznia 2014 – 17 grudnia 2021 | Rząd Bohuslava Sobotki Pierwszy rząd Andreja Babiša Drugi rząd Andreja Babiša |
| 16. |  | Anna Hubáčková   |  | KDU-ČSL                                    | 17 grudnia 2021 – nadal            | Rząd Petra Fiali                                                              |